# 阿亚拉 (阿拉瓦省)
阿亚拉（西班牙語：Ayala）是西班牙巴斯克自治区阿拉瓦省的一个市镇。总面积141km²，总人口2117人（2001年），人口密度15人/km²。